# Hubert Fischbach Malacord
Hubert François Fischbach Malacord (Stavelot, 29 maart 1798 - Zelem, 28 september 1862) was een Belgisch politicus en burgemeester van Zelem.

## Levensloop
Hubert Fischbach werd geboren als zoon van Jean Nicolas Fischbach en Anne Elisabeth Thérèse Malacord. De familie Fischbach was een leerlooiersfamilie. Na studies rechten aan de universiteiten van Würzburg en Heidelberg werd ook hij handelaar-leerlooier.
Tijdens het Hollands Bewind was Fischbach burgemeester van de gemeenten Chevron, Ernonheid, Ferrières en Werbomont. Hij was tevens lid van de Provincale Staten. In 1830 kreeg hij de toestemming ook de naam van zijn moeder te dragen.
In 1831 kocht Fischbach Malacord van Paul Gericke het Sint-Jansbergkasteel in Zelem. Hij ging er samen met zijn echtgenote ook wonen. Hij had nog verschillende andere eigendommen in Zelem, waaronder het Loboskasteel.
Fischbach Malacord werd in 1837 burgemeester van Zelem. Dat jaar werd hij ook verkozen tot katholiek provincieraadslid voor het kanton Herk-de-Stad. Hij bleef dit tot 1847. Van 1847 tot 1848 was hij lid van de bestendige deputatie van de provincie Limburg. Hij bleef burgemeester tot zijn dood in 1862.

## Familie
Zijn vader Jean Fischbach en grootvader Hubert Malacord zijn burgemeester van Stavelot geweest.
- Virtual International Authority File: 1557152744515427850005